# Xato de Museros
Vicent Ruiz Sanfélix (Museros, 1932 - 22 de febrer de 2021) fon un pilotaire valencià, considerat el millor punter i mitger de la història, i que junt a Ferreret i Ruiz de Museros va formar el trio de ferro durant la dècada de 1950.
Debutà el 1948 a Massamagrell, quan anà com a públic a una partida i el cridaren a completar un trio. Feu bona actuació i prompte el cridaren a debutar a Pelayo. Va retirar-se el 27 de març de 1976, quan una pilotada a Moncofa el fa perdre un ull.